# L'ultima odissea
L'ultima odissea (Damnation Alley) è un film di fantascienza/post-apocalittico del 1977 diretto da Jack Smight.

## Trama
Il tenente Jake Tanner, il maggiore Eugene "Sam" Denton e il sergente Tom Keegan lavorano presso una base missilistica in California. Rilevato un attacco nucleare sovietico, Tanner e Denton lanciano la rappresaglia. Gli Stati Uniti vengono colpiti duramente, anche se riescono a intercettare il quaranta per cento dei missili sovietici.
Due anni dopo la III Guerra mondiale, l'asse terrestre è stato spostato dalle detonazioni nucleari; le radiazioni hanno mutato numerose specie animali, il pianeta è devastato da enormi tempeste e il cielo è in uno stato perenne simile all'aurora boreale.
All'esterno scorpioni giganti  minacciano l'area. A causa di un incendio alla base le conseguenti esplosioni uccidono la maggior parte del personale, incluso il comandante della base, il generale Lander. Keegan e Tanner sono illesi, così come Denton e il tenente Tom Perry, che erano in un garage sotterraneo.
Denton prende in considerazione l'idea di andare ad Albany per trovare la fonte di una trasmissione radiofonica solitaria che è stata trasmessa settimanalmente dopo la guerra. Lui e gli altri rimanenti partono in due "Landmaster" dell'Air Force, giganteschi veicoli corazzati a 12 ruote a benzina, in grado di arrampicarsi su pendenze di 60 gradi e operare in acqua. Devono attraversare il "Damnation Alley", considerato il percorso migliore tra le aree radioattive. Durante il loro viaggio uno dei Landmaster si guasta in una tempesta (che uccide anche Perry) e incontrano "scarafaggi mangiacarne" mutati nelle rovine di Salt Lake City che divorano Keegan. Denton e Tanner raccolgono anche due sopravvissuti: una donna a Las Vegas, Janice, e un adolescente, Billy, scoperti in una casa abbandonata. Più tardi, combattono una banda di mutanti impazziti tra le rovine di una stazione di servizio. Denton usa i lanciarazzi del Landmaster per distruggere la stazione di servizio e gli edifici degli aggressori.
Mentre continuano il loro viaggio, il Landmaster ha un problema con la sua trasmissione e si dirigono a Detroit. Denton commenta che è stato "progettato per utilizzare pezzi di ricambio per camion", in particolare semirimorchi. A Detroit entrano in un grande cantiere di demolizione alla ricerca dei pezzi necessari. Una grande tempesta si abbatte sul gruppo e si rifugiano nel loro veicolo proprio mentre uno tsunami li trascina via. Dopo che la tempesta è passata, sono alla deriva in un grande specchio d'acqua e sembra che la Terra sia tornata al suo asse normale poiché il cielo è sereno. Usando la capacità anfibia del Landmaster, raggiungono la terraferma. Mentre stanno effettuando le riparazioni, sentono una trasmissione radiofonica di musica e un tentativo di raggiungere i sopravvissuti. Dopo che Denton ha stabilito un contatto radio, Tanner e Billy salgono sulla moto da cross di Tanner per localizzare la fonte. Nella scena finale, raggiungono un sobborgo sorprendentemente intatto di Albany e vengono accolti dai suoi abitanti.

## Cast
- Jan-Michael Vincent Tenente Jake Tanner
- George Peppard Maggiore Eugene "Sam" Denton
- Dominique Sanda Janice
- Paul Winfield  Keegan
- Jackie Earle Haley Billy
- Kip Niven Tenente Tom Perry
- Mark L. Taylor:  Haskins
- Robert Donner uomo / Guardia
- Murray Hamilton (senza credito) Generale Landers

## Produzione
Il film è tratto dal romanzo La pista dell'orrore (Damnation Alley, 1967) di Roger Zelazny anche se la storia è stata notevolmente modificata nella sceneggiatura finale, con l'aggiunta di elementi non contenuti nell'opera letteraria. Zelazny era abbastanza soddisfatto della prima sceneggiatura di Lukas Heller e si aspettava che fosse la stesura da utilizzare per le riprese. Non gli piacque invece la versione definitiva.
Con un budget di 7,2 milioni di dollari, Damnation Alley è stato diretto dal regista veterano Jack Smight, che aveva ottenuto due successi consecutivi al botteghino nei due anni precedenti (Airport 1975 e La battaglia di Midway). Il film è stato girato in California, Arizona, Nevada e Utah. Le scene del lago sono state girate a Flathead Lake a Kalispell nel Montana. Le riprese sono terminate il 13 agosto 1976.
La produzione ha avuto molti problemi: i paesaggi devastati e i giganteschi insetti mutati si sono rivelati quasi impossibili da creare, nonostante l'ampio budget. A complicare le cose, secondo il regista Jack Smight nelle sue memorie, il capo dello studio Alan Ladd Jr. ha reindirizzato circa un quarto del budget di produzione di Damnation Alley come fondi per il completamento del film "a basso budget" di George Lucas: Star Wars.
Star Wars è diventato un successo di proporzioni epiche e ha costretto la Fox a ritardare ulteriormente l'uscita di Damnation Alley in difficoltà, ancora in post-produzione sugli effetti speciali. La data di uscita è stata quindi posticipata e sono intervenuti numerosi tagli e rimontaggi con scene riciclate o di pubblico dominio.
La colonna sonora ha utilizzato "Sound 360", uno speciale processo di elaborazione del suono con un effetto surround di grande impatto.
Il budget finale è di 8 milioni di dollari  e la durata 91 minuti .

## Distribuzione
Il film è stato finalmente distribuito negli Stati Uniti il 21 ottobre 1977 con poco successo all'uscita.
Damnation Alley è stato inaugurato nel settembre 1977 in Giappone, un anno dopo le riprese. Ha incassato $ 1.250.956 nei suoi primi 9 giorni da 64 sale.
Nel Regno Unito, Damnation Alley è stato distribuito nel gennaio 1979 come 'double feature' con Thunder and Lightning, un altro film della 20th Century Fox del 1977.
Ha avuto un ritorno al box office di $4 milioni .

## Accoglienza
Dopo la sua uscita negli Stati Uniti, ha lasciato rapidamente i cinema perché non guadagnava abbastanza, anche oscurato da precedenti film a tema apocalittico.

### Versione televisiva
La première della rete televisiva sulla televisione della NBC domenica 12 giugno 1983 presentava scene alternative e aggiuntive. La première della rete è stata un successo di ascolti.

### Home media
Damnation Alley è stato distribuito nei formati VHS, Betamax e Video 2000 nel Regno Unito nel 1983  e su VHS e Betamax negli Stati Uniti nel 1985. Shout! Factory ha distribuito il film (in DVD e Blu-ray) il 12 luglio 2011 negli Stati Uniti. Questa versione presenta un nuovo trasferimento anamorfico widescreen e commenti audio con il produttore Paul Maslansky, oltre a extra tra cui featurette che descrivono in dettaglio le sfide nella realizzazione del film e un esame dettagliato dell'ormai famoso veicolo Landmaster con il designer e costruttore Dean Jeffries. Il mix audio originale "Sound 360" non è presente nel DVD e nel Blu-ray, poiché gli elementi originali erano troppo danneggiati per essere salvati. Il film è uscito anche in DVD nel Regno Unito nel 2011.